# Castra Alteium

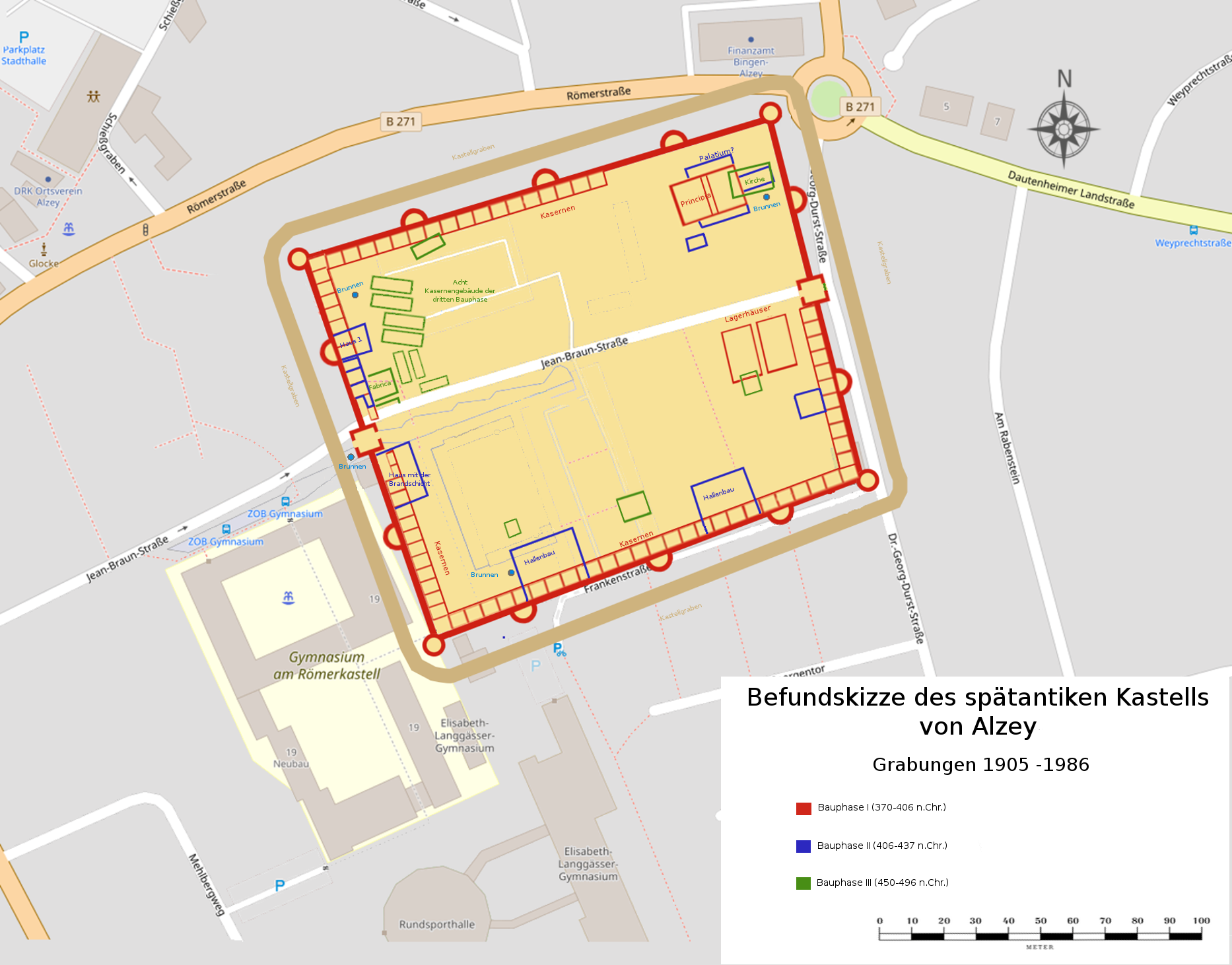
Esboço das descobertas arqueológicas do acampamento romano de Castra Alteium

O Castra Alteium é uma velha fortaleza da fronteira romana tardia no Danúbio-Iller-Rhine Limes (DIRL).

## Nome
O nome romano aparece pela primeira vez na inscrição de dedicação de uma Nymphaeum reutilizada na parede do forte. A inscrição, identificando a população como vicani Altiaienses, e a cidade como vicus Altiaiensium ou vicus Altiaiensis é datada do ano 223.